# スネジンスク
スネジンスク（ロシア語: Снежинск）は、ロシア連邦チェリャビンスク州北部の都市。人口は約5万人（2021年）。閉鎖都市であり1957年5月23日、カスリ2 (Касли-2) として成立。1959年にはチェリャビンスク50 (Челябинск-50) と改称され、1967年にはさらにチェリャビンスク70 (Челябинск-70) と改称された。1993年に現在のスネジンスクに名称を変更した。

## ロシア連邦核センター
ロシアの原子力関連国営企業ロスアトム傘下のザババ-ヒン記念全ロシア技術物理研究所、別名ロシア連邦核センターが置かれている。同研究所では核兵器の開発と保管を行っており、ロスアトムによって閉鎖都市に指定されている。